# 歐洲野兔
歐洲野兔是一種原產於北歐、中歐、西歐及西亞的野兔。其种加词“europaeus ”意为“欧洲的”。

## 特徵
歐洲野兔的體型比兔大，耳朵及腳也較長。牠們的身體約長50-70厘米，尾巴長7-11厘米，可以重達2.5-6.5公斤。牠們奔跑的速度可達每小時72公里。牠們是完全草食性的，夏天會吃草，冬天則會吃樹枝、樹皮及幼芽，故對果樹種植是一種危害。
歐洲野兔棲息在溫帶的郊野，並會在此繁殖。牠們一般都很害羞，但到了春天就會在草原上互相追逐。有時會見到牠們互相打鬥，最初以為是雄兔間的競爭，但後來發現其實是雌兔打擊雄兔，可能是因牠們未適合交配的反應。
歐洲野兔在歐洲的數量因種植業的變更而下降。牠們的天敵包括金雕及肉食性的哺乳動物，如赤狐及狼。
南歐一些較細小的野兔原先被認為是歐洲野兔，但現已分開為獨立的物種，如西班牙北部的西班牙兔。

## 入侵群落
歐洲野兔可能是於史前被引進到中國，並逐步取代雪兔。近年歐洲野兔都被引進到其他地區，如北美洲東部、南美洲、澳洲、新西蘭及其他島嶼，如塔斯曼尼亞、福克蘭群島、巴巴多斯及留尼旺。

## 神話
在歐洲民俗信仰中，歐洲野兔與春天女神約斯特里（Eostre）有關。在德國、荷蘭、比利時及一些歐洲大陸的國家，牠們仍是復活節的代表。

## 外部連結
- ARKive
- BBC Wales Nature: Brown hare article（页面存档备份，存于）
- BBC Wales Nature: Brown hare videos （页面存档备份，存于）